# 娜達·雷雅吉
娜達·雷雅吉（阿拉伯语：‎，2000年9月2日—）是一名摩洛哥女子跆拳道運動員。她曾經獲得2018年非洲跆拳道錦標賽女子57公斤級金牌以及2019年非洲運動會跆拳道比賽女子57公斤級金牌。

## 外部連結
- TaekwondoData.com （页面存档备份，存于）
- 娜達·雷雅吉的Facebook專頁
- 娜達·雷雅吉的Instagram帳戶